# Chazelet
Chazelet település Franciaországban, Indre megyében. Lakosainak száma 124 fő (2022. január 1.). Chazelet Sacierges-Saint-Martin, Saint-Civran, Saint-Gilles és Vigoux községekkel határos.

## Népesség
A település népességének változása:
| Lakosok száma | 189  | 150  | 132  | 125  | 118  | 117  | 122  | 125  | 124  | 124  |
|               | 1968 | 1982 | 1990 | 2006 | 2013 | 2015 | 2017 | 2019 | 2020 | 2022 |